# 5620 SAM
El Alcatel-Lucent SAM (Service Aware Manager) es una aplicación Java que principalmente gestiona los enrutadores y switches de rango 7x50 (7750 y 7450) de servicio principal en una red de ordenadores que ejecuta el sistema operativo TiMOS. Tiene características tales como Config Push, control de revisiones, política de actualizaciones síncronas y servicios de monitorización de alarma y alerta en tiempo real. Está íntimamente ligado con el rengo de productos Alcatel-Lucent 7x50.